# ढ़
Cette page contient des caractères spéciaux ou non latins. S’ils s’affichent mal (▯, ?, etc.), consultez la page d’aide Unicode.
ढ़, appelé ṛha et transcrit ṛh, est une consonne de l’alphasyllabaire devanagari utilisé en hindi. Elle est composée d’un ddha ‹ ढ › et d’un point souscrit.

## Utilisation
Le ṛha est utilisé pour transcrire la consonne battue rétroflexe voisée aspirée /ɽʱ/. Par exemple dans अलीगढ़ (Aligaṛh) Aligarh.

## Représentations informatiques
- précomposé[1] :

| formes | représentations | chaînes de caractères | points de code | descriptions                                     |
| ------ | --------------- | --------------------- | -------------- | ------------------------------------------------ |
| pleine | ढ़               | ढ़                     | U+095D         | lettre devanagari rha                            |
| morte  | ढ़्               | ढ़◌्                    | U+095D U+094D  | lettre devanagari rha, symbole devanagari virama |

- décomposé

| formes | représentations | chaînes de caractères | points de code       | descriptions                                                                 |
| ------ | --------------- | --------------------- | -------------------- | ---------------------------------------------------------------------------- |
| pleine | ढ़               | ढ़                     | U+0922 U+093C        | lettre devanagari ddha, symbole devanagari noukta                            |
| morte  | ढ़्               | ढ़◌्                    | U+0922 U+093C U+094D | lettre devanagari ddha, symbole devanagari noukta, symbole devanagari virama |